# Barnum's American Museum
Le Barnum's American Museum est un musée localisé au carrefour de Broadway et d'Ann Street au XIXe siècle à New York. Il a été fondé en 1841 par le célèbre entrepreneur de spectacles P. T. Barnum, à la suite du rachat par ce dernier du Scudder's American Museum. Le musée de Barnum contenait de nombreuses attractions, comme une ménagerie d'animaux exotiques, un musée d'histoire naturelle, un musée de cire ou encore un cabinet de curiosités.
Le musée opère une fusion des ethnic shows et des freaks shows.

## Musée et mise en scène de l'étrange
La collection du musée comprend des objets collectés dans le monde entier sur une période de 25 ans combinant un divertissement sensationnel à travers les freaks show et des expositions d'histoire naturelle à des fins éducatives et artistiques.

Sortie familiale "Happy Family" Exposition-Musée Barnum

### Public
À travers cette acquisition, P. T. Barnum créé le premier lieu de divertissement démocratique de la ville. Convaincu que le grand public est attiré par des sujets controversés, il élargit les spectateurs allant des travailleurs pauvres et la classe moyenne montante de la fin du XIXème siècle. Précurseur de la publicité et de la promotion des spectacles, il attire les passants avec des cascades devant le bâtiment du musée et en ornant les côtés du bâtiment avec de grandes peintures d'animaux et d'autres attractions qui pourraient être trouvées à l'intérieur. Un prix d'entrée attractif (vingt-cinq cents) donnait droit à une journée au musée rendant accessible à l'ensemble des attractivités (expositions, spectacles...). Jusqu'à la guerre civile, les Afro-Américains étaient, sauf certains jours, interdits d'accès au musée, comme ils l'étaient la plupart des divertissements commerciaux d'avant-guerre à New York.

### «Science raciale»
Parmi les personnes exhibées par P. T. Barnum figurent des Afro-Américains affectés de vitiligo, d'albinisme et de microcéphalie, présentés comme des « liens manquants » dans la chaîne de l’évolution, qui irait de homme singe au Noir pour arriver au Blanc. Ainsi selon le spécialiste de l'histoire culturelle américaine Benjamin Reiss, la « science raciale » de l'époque façonne ces représentations. Loin d'estomper les différences entre Blanc et Noir, ces types de spectacles consolident ces catégories : pour ce même auteur, «les « liens manquants » démontraient les implications racistes des nouvelles théories darwinienne».

### Fermeture
En 1865, le musée est détruit par un incendie qui fut très médiatisé. Les images de l'événement firent le tour des journaux illustrés et des périodiques, et firent même l'objet d'œuvres d'art,.

## Postérité
Le musée de Barnum réunit le divertissement et la science ; il met en scène l’étrange, des danses ou des reconstitutions théâtrales, en même temps qu'il propose des conférences « scientifiques ». Il préfigure les exhibitions ethniques en Europe qui se tiennent soit de manière autonome, soit dans le cadre des expositions universelles (lors de l'Exposition universelle de Londres de 1851 et de la tournée des Zoulous de 1853), soit, dès 1883, dans des expositions coloniales. Ce phénomène, "industrialisé", donne naissance par la suite aux zoos humains.